# Književnost u 1984.
◄◄ | ◄ | 1981. | 1982. | 1983. | 1984.  | 1985. | 1986. | 1987. | ► | ►►
Arhitektura • Astronautika • Astronomija • Biologija • Film • Fotografija • Glazba • Kazalište • Kemija • Kiparstvo • Knjige • Književnost • Kršćanstvo • Meteorologija • Medicina • Planinarstvo • Politika • Pravo • Promet • Slikarstvo • Strip • Šport • Televizija • Znanost • Zrakoplovstvo • Željeznički promet
Književnost u 1984.

## Svijet

### Nagrade i priznanja
- Nobelova nagrada za književnost:

## Hrvatska i u Hrvata

### Književna djela
- Viđenje Isusa Krista u kasarni V.P. 2507 Ive Brešana

## Vanjske poveznice
|  | Zajednički poslužitelj ima još gradiva o temi Književnost u 1984. |